# Radio libera Albemuth
Radio libera Albemuth (Radio Free Albemuth) è un romanzo di Philip K. Dick, scritto nell’estate 1976 e pubblicato postumo nel 1985. In origine era intitolato VALISystem A.

## Storia editoriale
Il libro viene acquistato dalla casa editrice Bantam, ma dopo la richiesta di alcune revisioni da parte del direttore Mark Hurst, Dick inizia a prendere in considerazione cambiamenti così radicali che lo porteranno alla scrittura di un nuovo romanzo, Valis, completato nel 1978. L'originale, intitolato VALISystem A, verrà pubblicato postumo solo nel 1985 dalla Arbor House, con il titolo Radio Libera Albemuth (scelta puramente editoriale per evitare confusioni con lo stesso Valis), sulla base di una copia corretta lasciata da Dick all'amico Tim Powers.
Gli stessi personaggi del romanzo, Philip Dick e Nicholas Brady, ritornano come protagonisti di un film che i protagonisti del successivo Valis vedono al cinema, e che ha una trama caotica ma paragonabile a quella di Radio Libera Albemuth; l’autore era rimasto impressionato dalla visione di L'uomo che cadde sulla Terra di Nicolas Roeg, che sospettava potesse contenere messaggi subliminali diretti a lui dall’entità soprannaturale con cui si riteneva in contatto.

## Trama
Per tutti gli anni cinquanta e sessanta, Nicholas Brady lavora in un negozio di dischi della città californiana di Berkeley, culla del movimento studentesco universitario americano. Un giorno, mentre si trova a letto con la moglie Rachel, Nicholas vive un’esperienza paranormale: vede un altro se stesso che lo osserva in piedi nella stanza. Per cercare una spiegazione, chiede aiuto all’amico Philip Dick, commesso di libreria diventato scrittore di fantascienza.
Qualche anno dopo Brady ha una seconda esperienza: un lungo sogno estremamente vivido nel quale si aggira per le strade del Messico. Confida a Dick di attribuire l’origine di queste esperienze paranormali a un’entità aliena che tenta di comunicare con lui; le ha dato il nome VALISystem A, acronimo di Vast Active Living Intelligent System (ampio sistema attivo di intelligenza vivente), con la lettera A perché secondo lui si tratta solo di un’individualità tra molte possibili. VALISystem A tenterebbe di inviargli un messaggio: deve trasferirsi nel sud della California, nella reazionaria Contea di Orange presso Los Angeles, il cui paesaggio possiede molte caratteristiche del Messico. Lì Brady deve andare incontro al suo destino. Proprio dalla California negli stessi anni si fa avanti il fenomeno Ferris F. Fremont, un politico con poche qualità e ancora meno scrupoli, probabile mandante occulto di alcuni omicidi eccellenti (i fratelli Kennedy e il dottor King primi fra tutti) che gli sgomberano la strada verso la corsa alla presidenza degli Stati Uniti.
Prima ancora di giungere a Washington, Fremont si occupa di disgregare l’avversario partito democratico facendo leva sulla fobia comunista. Già in precedenza, negli anni cinquanta, in pieno periodo maccartista, aveva usato come spregiudicato strumento di ascesa politica la demonizzazione di una fantomatica organizzazione denominata Aramchek, una congiura comunista probabilmente inventata da lui, che era però servita allo scopo.
Fremont entra in carica nel 1969, e immediatamente il clima politico cambia. Sguinzaglia per il paese i Friends of American People (FAP) giovani fanatici con il compito di segnalare ogni potenziale pericolo comunista per la sicurezza nazionale. Anche Phil e Nick vengono importunati: il primo, che si è trasferito a vivere a Placentia (Orange County) per stare vicino all’amico, riceve la visita di due FAP che lo invitano a rivelare qualcosa sul passato sinistrorso di Nicholas Brady a Berkeley. Impaurito dall’attenzione dell’amministrazione, Phil cerca di entrare nelle loro grazie e si porta a letto la ragazza FAP, Vivian Kaplan; lei gli fa credere di essere minorenne per poterlo ricattare, ma Phil si accorge dell’inganno e trova anche la droga che i FAP hanno nascosto in casa sua per denunciarlo.
Nicholas Brady, che nel frattempo ha trovato lavoro in una casa discografica di musica folk, viene invitato dai FAP a segnalare i testi di canzone sovversivi che gli vengono sottoposti in audizione, ma rifiuta. La sua esperienza mistica paranormale intanto prosegue: VALIS gli rivela che suo figlio neonato ha una pericolosa ernia strozzata che nessun medico ha rilevato, così riescono a farlo operare per tempo. Questo convince anche Phil e Rachel che c’è del vero nel suo delirio. Adesso Nick ha frequenti visioni di luci rotanti che lo abbagliano, ed è convinto che VALIS salverà il paese dalla tirannia di Fremont, che si scopre essere nato proprio a Placentia. A causa di una nevralgia dentale Nick si imbottisce di pentothal e vitamine e ritiene di avere un’agnizione nel vedere il ciondolo al collo di una farmacista: la dittatura di Fremont è la prosecuzione nel tempo dell’Impero Romano, che rappresenta il potere malvagio, mentre VALIS è legata al potere dissidente, ai primi cristiani che si nascondevano nelle catacombe.
Il giudizio di Nick su ciò che gli accade è in continua evoluzione; è convinto che VALIS gli trasmetta emissioni telepatiche che provengono da una stella che egli chiama Albemuth: si tratta del luogo d’origine dell’umanità, l’Eden, che sulla Terra è conosciuta come Fomalhaut. A mano a mano che si documenta con le letture, Brady giunge alla conclusione che la storia si è fermata nell’anno 70 e.v., e tutto ciò che è accaduto dopo è un’illusione: il governo di Fremont e il governo sovietico rappresentano la prosecuzione dell’Impero al quale si oppone VALIS. In sogno gli appaiono il nome e il volto di una donna afroamericana, Sadassa Silvia, che il giorno dopo si presenta alla casa discografica per cercare un lavoro.  Lei gli rivela che il suo cognome in realtà è Aramchek, ma ha dovuto cambiarlo in Silvia dopo la campagna di Ferris Fremont.
Intanto si diffonde la notizia che è stato scoperto un satellite di origine extraterrestre in orbita intorno alla Terra. Nick e Phil capiscono che si tratta della trasmittente in contatto con Nick. I sovietici inviano una navetta spaziale per tentare di contattarla, ma esplode distruggendo il satellite: secondo Nicholas Brady, è stata un'azione deliberata russa. Infatti è giunto alla conclusione che Ferris Fremont sia una creatura del Partito Comunista, e che a questo punto USA e URSS siano un solo potere che prosegue quello millenario dell’Impero. Sadassa gli rivela di essere davvero un’adepta di Aramchek, che è l’unico baluardo contro la dittatura di Fremont.
Nick decide di far incidere un disco a un gruppo famoso e distribuirlo dopo aver inserito messaggi subliminali diretti al pubblico, per rivelare che il Presidente è in realtà una creatura dei sovietici. Ottiene anche l’aiuto di Sadassa, ma Vivian Kaplan, che nel frattempo è assunta dalla polizia, lo smaschera. Le autorità sanno già tutto sul messaggio subliminale. Tutti e tre vengono arrestati, Nicholas Brady viene brutalmente assassinato con un colpo al cuore. Phil ottiene di dire addio a Sadassa Aramchek, che sarà a sua volta uccisa, poi viene internato in un campo coatto di lavoro. I suoi libri sovversivi d’ora in poi saranno scritti da altri e si allineeranno con la visione ufficiale. Ma mentre è al lavoro ascolta la radio, VALIS è riuscito a far pubblicare il disco con il messaggio subliminale presso un’altra casa discografica. L’operazione di Nick e Sadassa era solo un diversivo. Forse è l’inizio della fine per la tirannia di Fremont e l’Impero.

## Critica
Ancor più del successivo Valis, è questo il romanzo che risente direttamente dell’esperienza pseudo-religiosa vissuta da Dick nel febbraio e nel marzo 1974, che gli rivela un’entità soprannaturale la cui manifestazione è un raggio di luce rosa. Il nome Aramchek è uno dei frammenti di linguaggio senza significato che l’autore riceveva durante le sue esperienze auditive e visive.  Il tema della trascendenza, assolutamente prevalente nel romanzo, diventa una sintesi dei valori di verità che la modernità produce.
Secondo la bibbia, la presenza divina si manifesta nel logos, nella parola; l’intensa meditazione religiosa di Dick, che non dimentica mai di essere uno scrittore di fantascienza, la aggiorna al mondo delle comunicazioni di massa, sotto forma di un satellite artificiale in orbita intorno alla Terra. Non c’è ordine nel mondo “alternativo” di Dick, il mondo è caos, e la sua letteratura ha la funzione di rendere visibile una scissione che è descrizione delle contraddizioni della realtà contemporanea, e riflesso della scissione dipolare di cui soffre l’autore. Questa schizofrenia è anche alla base dei problemi essenziali della civiltà occidentale, con il dualismo anima/corpo. La scrittura, come metafora di questo dualismo, è elemento fondamentale della retorica della modernità, della gnosi da cui ha origine l’Occidente.

## Elementi autobiografici
Il personaggio Philip Dick è l'esplicita auto-rappresentazione dello scrittore statunitense. Numerosi elementi autobiografici si ritrovano anche in Nicholas Brady, vero e proprio alter ego nel quale lo scrittore proietta un'immagine di quello che sarebbe potuto essere, se non fosse diventato autore di fantascienza:
- Come il giovane Dick, anche Nick Brady ha lavorato in un negozio di dischi di Berkeley;
- Brady rivive la stessa serie di allucinazioni che Dick afferma di aver vissuto nel 1974 (la cosiddetta esperienza "2-3-74"), comprese le allucinazioni audio provenienti dalla radio;[1]
- La precognizione sull’ernia inguinale, potenzialmente mortale, del figlio, è riferita a un episodio autentico che salvò probabilmente la vita a Christopher Kenneth Dick, operato in ottobre 1974 a 15 mesi di età;[1]
- La visione di sé stesso, in piedi, accanto a letto, e un “viaggio notturno” di otto ore in Messico, ricordano altrettante visioni di Dick avvenute rispettivamente negli anni cinquanta e nel 1971;
- Il prologo racconta un episodio vissuto da bambino;[1]
- Nel capitolo 15, il modo in cui si comporta Brady nei confronti di un volantino di scarpe vendute per corrispondenza trova un'analogia nell'atteggiamento paranoico di Dick nei confronti della cosiddetta "lettera Xerox" (una lettera anonima in fotocopia contenente alcune parole sottolineate in colori diversi, ricevuta nel 1974, che interpretò come una misteriosa minaccia).
- Il personaggio di Rachel è la trasposizione della quinta moglie di Dick, Leslie Busby (detta Tessa), mentre Sadassa Silvia/Aramcheck è ispirata alla giovane mistica Doris Elaine Sauter, alla quale dopo il divorzio Dick fece una corte serrata e che gli era vicina negli ultimi giorni.[2]

## Opere derivate
Nell'ottobre del 2007 sono iniziate le riprese del film indipendente Radio Free Albemuth, scritto, diretto e prodotto da John Alan Simon. Il film è stato proiettato per la prima volta febbraio 2010 al Sedona Film Festival. È stato distribuito negli Stati Uniti il 27 giugno 2014, grazie anche al successo ottenuto con una campagna di crowdfunding su Kickstarter.

## Edizioni
- Philip K. Dick, Radio Free Albemuth, Arbor House, 1985,  pp. 214.
- Philip K. Dick, Radio libera Albemuth, traduzione di Vittorio Curtoni, collana Il Libro d'Oro della Fantascienza n° 89, Fanucci, 1996,  p. 254.
- Philip K. Dick, Radio libera Albemuth, traduzione di Maurizio Nati, collana Collezione Dick n° 22, Fanucci, 2004,  p. 336.
- Philip K. Dick, Radio libera Albemuth, collana Collezione Dick, Fanucci, 2007,  p. 288. (Edizione speciale venticinquesimo anniversario)